# Kaple svatého Floriána (Kněževes)
Kaple svatého Floriána je malá sakrální stavba v obci Kněževes v okrese Žďár nad Sázavou. Je chráněna jako kulturní památka České republiky.

## Historie
Kaplička byla v Kněževsi postavena v 18. století v prostoru návsi, v blízkosti místní tvrze. Památková ochrana byla kapli přiřknuta v roce 1958.

## Stavební podoba
Kaple má čtvercový půdorys, rohy stavby jsou zaobleny. Helmovitá střecha nese malou věžičku se zvonem (typově podobnou sanktusníku), která je zastřešena jednoduchou stanovou stříškou. Ta je završena dvojramenným křížem. Interiér je zaklenut valenou klenbou s lunetami.